# Seznam osebnosti iz Občine Žužemberk
Seznam osebnosti iz Občine Žužemberk vsebuje osebnosti, ki so se rodile, delovale ali umrle v Občini Žužemberk.

## Do 19. stoletja
- rodbina Auersperg
- Andrej Auersperg, plemeniti (1557, Žužemberk – 1593, Karlovec), vojaški poveljnik
- Wolf Engelbert Auersperg (1610, Žužemberk – 1673, Ljubljana), deželni glavar, vojaški poveljnik
- Johan Weikhard Auersperg (1615, Žužemberk – 1677, Ljubljana), avstrijski knez
- Ignacij Arrer (1745, Krško – 1817, Dolnji Ajdovec), kipar
- Anton Cebej, (1722, Ajdovščina – 1775, Ajdovščina), slikar
- Janez Debevec (1758, Ljubljana – Žužemberk), nabožni pisatelj, šolnik, filolog, duhovnik, krajevni zgodovinar
- Ignac Alojz Kleinmayr (1745, Celovec – 1802, Žužemberk), založnik, tiskar, knjigotržec

## 19. stoletje
- Janez Bonač (1832, Topol pri Begunjah – 1863, Žužemberk), nabožni pesnik, nabožni pisatelj, duhovnik
- Fran Bradač (1885, Jama pri Dvoru – 1970, Ljubljana), filolog, prevajalec
- Richard Bratusch (1861, Žužemberk – 1949, Gradec), sodnik
- Karel Dežman (1821, Idrija – 1889, Ljubljana), politik, muzealec, naravoslovec, pesnik
- Janez Gnidovec (1873, Veliki Lipovec – 1939, Ljubljana), duhovnik, škof
- Franc Serafin Goetzl (1783, Kranj – 1855), slikar, podobar, za Sv. Antona pri Žužemberku je naslikal 3 oltarne slike
- Franc Grivec (1878, Veliki Lipovec – 1963, Ljubljana), teolog, duhovnik, zgodovinar
- Peter Grasselli (1841, Kranj – 1933, Ljubljana), politik, pravnik
- Anton Jarc (1813, Dolnji Ajdovec – 1900, Ljubljana), duhovnik, teolog
- Franc Jarc (1845, Dolnji Ajdovec – 1911, Ljubljana), duhovnik, arheolog
- Jernej Jereb (1838, Vrh Sv. Treh Kraljev – 1929, Hrvaška), podobar, slikar
- Evgen Lampe (1874, Metlika – 1918, Ljubljana), politik, literarni kritik, urednik, duhovnik, teolog
- Josip Mandelj (1865, Šentvid pri Stični – 1951), politik
- Simon Ogrin (1851, Vrhnika – 1903, Vrhnika), slikar
- Franc Papež (1838, Mokronog – 1929, Ljubljana), pravnik, politik
- Luka Pintar (1857, Hotavlje – 1915, Ljubljana), jezikoslovec, literarni zgodovinar
- Jožef Rudolf Milic (1817, Žužemberk – 1888, Ljubljana), tiskar, založnik
- Viljem Schweitzer (1866, Ljubljana – 1945, Dunaj), politik, pravnik
- Gregorij Pečjak (1867, Hinje – 1961, Ljubljana), bogoslovni pisec, nabožni pisec, duhovnik
- Rudolf Pečjak (1891, Hinje – 1961, Ljubljana), mladinski pisatelj, pedagoški pisec, šolnik
- Marica Slavec (1869, Žužemberk, 1962, Ljubljana), gledališka igralka
- Jožef Sturm (1858, Avstrija – 1935, Avstrija), prosvetni delavec, slikar, politik
- Jurij Tavčar (1820, Idrija – 1892, Idrija), slikar, podobar, leta 1866 naslikar podobo Matere božje v Mačkovcu pri Dvoru
- Ignacij Žitnik (1857, Fužina – 1913, Ljubljana), politik, časnikar, duhovnik, kanonik, kazistorialni svetnik

## 20. stoletje
- Ladislav Ambrožič (1908, Čatež ob Savi – 2004, Golo), generalmajor, vojaški zgodovinopisec
- Ciril Bernot (1900, Hinje, 1961, Ljubljana), biolog, zoolog
- Fran Bradač (1885, Jama pri Dvoru – 1970, Ljubljana), filolog, prevajalec, univerzitetni profesor
- Andrej Cetinski (1921, Banja Loka – 1997, Ljubljana), vojaški poveljnik, generalmajor
- Fran Detela, (1850, Moravče – 1926, Ljublajna), njegov roman Takšni so! se med drugim dogaja tudi v Žužemberku
- Ernest Dereani )1877, Žužemberk – 1939, Ljubljana), zdravnik oftalmolog, narodni delavec in strokovni pisatelj
- Jože Dular (1915, Vavta vas – 2000, Metlika), njegov roman Krka pa teče naprej se med drugim dogaja tudi v Žužemberku
- Jože Jakša (1895, Žužemberk – 1954, Ljubljana), zdravnik, profesor medicine
- Vinko Kastelic (1914, Klečet – 1942, Kostanjevica na Krki), duhovnik, žrtev druge svetovne vojne
- Jože Košiček (1898, Žužemberk – 1979, Buenos Aires), duhovnik, časnikar, publicist in politik
- Ivan Kern (1898, Žužemberk – 1991, Ljubljana), slovenski admiral, vojaški pilot, politik inženir radiotelegrafije, prevajalec
- Ada Krivic (1914, Dvor pri Žužemberku – 1995, Golnik), partizanka prvoborka, častnica in političarka
- Boštjan Kovačič (1950, Žužemberk), slovenski sociolog, diplomat in politik
- France Koren (1921, Žužemberk – 1966, Jesenice), slovenski časnikar in publicist
- Ivan Lah (1881, Ilirska Bistrica – 1938, Ljubljana), njegov roman Gospod Vitič se med drugim dogaja tudi v Žužemberku
- Ivanka Mestnik (1934, Drašča vas), predmetna učiteljica slovenskega in ruskega jezika, slovenska pisateljica
- Irma Marinčič Ožbalt, slovenska pisateljica in prevajalka
- Stanko Semič (1915, Ljubljana – 1985, Ljubljana), polkovnik
- Rozalija Sršen (1897, Žužemberk – 1967, Hollywood), slovenska filmska igralka
- Karel Ulepič (1811, Žužemberk – 1862, Karlovy Vary), pisatelj
- Janez Vipotnik (1917, Zagorje ob Savi – 1998, Ljubljana), politik, pisatelj
- Olga Vipotnik (1923, Moste – 2009, Ljubljana), političarka, urednica
- Franc Verce (1920, Žužemberk), organizator ribištva
- Ivan Zorec (1880, Mali Gaber – 1952, Ljubljana), njegova romana Belih menihov 2. knjiga: Stiški svobodnjak: Samostan v turški sili in Belih menihov 3. knjiga: Stiški tlačan: Samostan ob kmečkih uporih se med drugim dogajata tudi v Žužemberku

## 21. stoletje
Nazive častnega občana Občine Žužemberk so prejeli: Leopold Sever (2015), Anton Anderlic (2011), Slavko Tekavčič (2008), Anton Papež (2007), Franc Povirk (2006), Slavko Gliha (2005), dr. Matija Žargl (2004). Znane osebnosti občine so še:  Ciril Zajec, Jože Mlakar, Marjan Legan in Vinko Globokar.